# 烏山戰役
烏山戰役（：／），或稱竹美嶺戰役（：／），是1950年7月5日韓戰期間美軍與朝鮮人民軍最早的交鋒之一，在聯合國安理會83號決議授權會員國出兵一週後發生。在烏山戰役中，由美軍步兵第21團第1營約400名兵員為主力、一個砲兵連為支援的史密斯特遣隊（Task Force Smith）開赴大韓民國首都漢城（今首爾）以南的京畿道烏山面，奉命殿後延遲人民軍的推進，為美軍後續部隊爭取時間抵韓鞏固南方的防線。史密斯特遣隊缺乏反戰車砲和有效的步兵用反戰車武器，僅有落伍的2.36英吋火箭彈發射器和一些57mm無後座力砲。駐韓的美國陸軍部隊除了發給特遣隊的105mm榴彈砲6發反戰車高爆彈，仍未配備足以打擊蘇聯製T-34戰車的武器。
7月5日早晨，兩軍於烏山的竹美嶺爆發首波對戰，一支配有蘇製T34/85戰車的朝鮮人民軍裝甲縱隊攻過了特遣隊，並繼續揮兵南下。當朝鮮戰車突破美軍陣線後，史密斯特遣隊又對著接近其陣地的5,000名朝鮮軍步兵開火，暫時拖住了其行進速度。但是人民軍最終攻克美軍側翼，突破了美方陣地，寡不敵眾的史密斯特遣隊餘部則展開潰退。
烏山戰役以朝鮮人民軍的勝利告終。參戰的史密斯特遣隊除了裝備落伍之外，兵員訓練及作戰經驗亦不敵人民軍，而後者的進軍雖然因為烏山之戰了而受到耽擱，但事後仍通過烏山，擊退了後方其他的美軍和大韓民國國軍部隊，一路挺進至韓國最南角的釜山環形防禦圈，直到其攻勢在當地受挫為止。韓戰結束之後，韓美兩國先後於烏山設置「『聯合國軍』初戰紀念碑」（유엔군 초전기념비）、「『聯合國軍』初戰紀念館」（유엔군 초전기념관）等設施，追念此役。聯合國安理會6月27日通过的第83號決議「建議聯合國會員給予大韓民國以擊退武裝攻擊及恢復該區內國際和平所需之援助」，授權會員國出兵，但烏山戰役期间尚未正式成立聯合國軍，安理會于7月7日在苏联缺席下通过第84号决议，聯合國軍才正式成立。

## 背景

### 戰爭爆發
1950年6月25日夜間，朝鮮人民軍的10個師對其南鄰的大韓民國展開全面進攻，為數89,000人的參戰兵力分成6股縱隊，使韓國國軍猝不及防，陷入大亂。規模較小的韓國陸軍苦於普遍的組織、裝備不周問題，對戰事缺乏準備。韓國國軍前線的38,000人進行了孤立抵抗，但朝鮮人民軍憑藉數量優勢將之摧毀，接著便開始步步南征。韓軍大部分部隊在攻勢之下都進行了後撤，首都漢城則在6月28日落入朝軍之手，逼迫韓國政府和遭到重創的軍隊退往更南之處 。
為了防止韓國瓦解，聯合國安全理事會投票表決派兵。美國第7艦隊調遣第77特遣艦隊、由福治谷號航空母艦領航；英國皇家海軍東方艦隊則派出了凱旋號在內的數艘船艦，提供海空支援。縱使兩國海軍成功包圍了朝鮮，並派出戰機阻攔人民軍，這些措施仍無法停止其南進攻勢，美國總統哈瑞·杜魯門遂命令陸上部隊赴韓填補空中支援的不足。然而，美軍在遠東的兵力自第二次世界大戰結束5年以來已逐漸下降，距離韓國最近的援軍則是師部設在日本的美國第八軍團第24步兵師。美國軍費的削減意味著該師戰力不足、裝備過時。
美24師師長威廉·弗里希·迪安少將判定第21步兵團是全師3個團級單位中備戰程度最佳者，並決定派遣21團1營出戰，因該營營長查爾斯·布拉德福德·史密斯中校（Charles Bradford Smith）是最富經驗的領導，曾親身投入二戰期間的戰役。史密斯麾下1個營的兵力隨即由C-54運輸機從24師的駐地空運到韓國，並快速進行了部署，藉以阻擊進攻的朝鮮人民軍，實施延遲戰，讓師上其他的部隊能走海路抵韓。

### 史密斯特遣隊
你到釜山後就前往大田。我們想要盡己之力、把北朝鮮擋的離釜山越遠越好，盡可能在最遠之處阻斷主要道路。去跟丘奇將軍聯繫，如果你找不到他，就到大田去，可以的話就再走遠點。抱歉我不能給你更多資訊了——我知情的只有這些。祝你好運，希望上帝保佑你和你的弟兄！——威廉·迪安少將對史密斯中校的囑咐

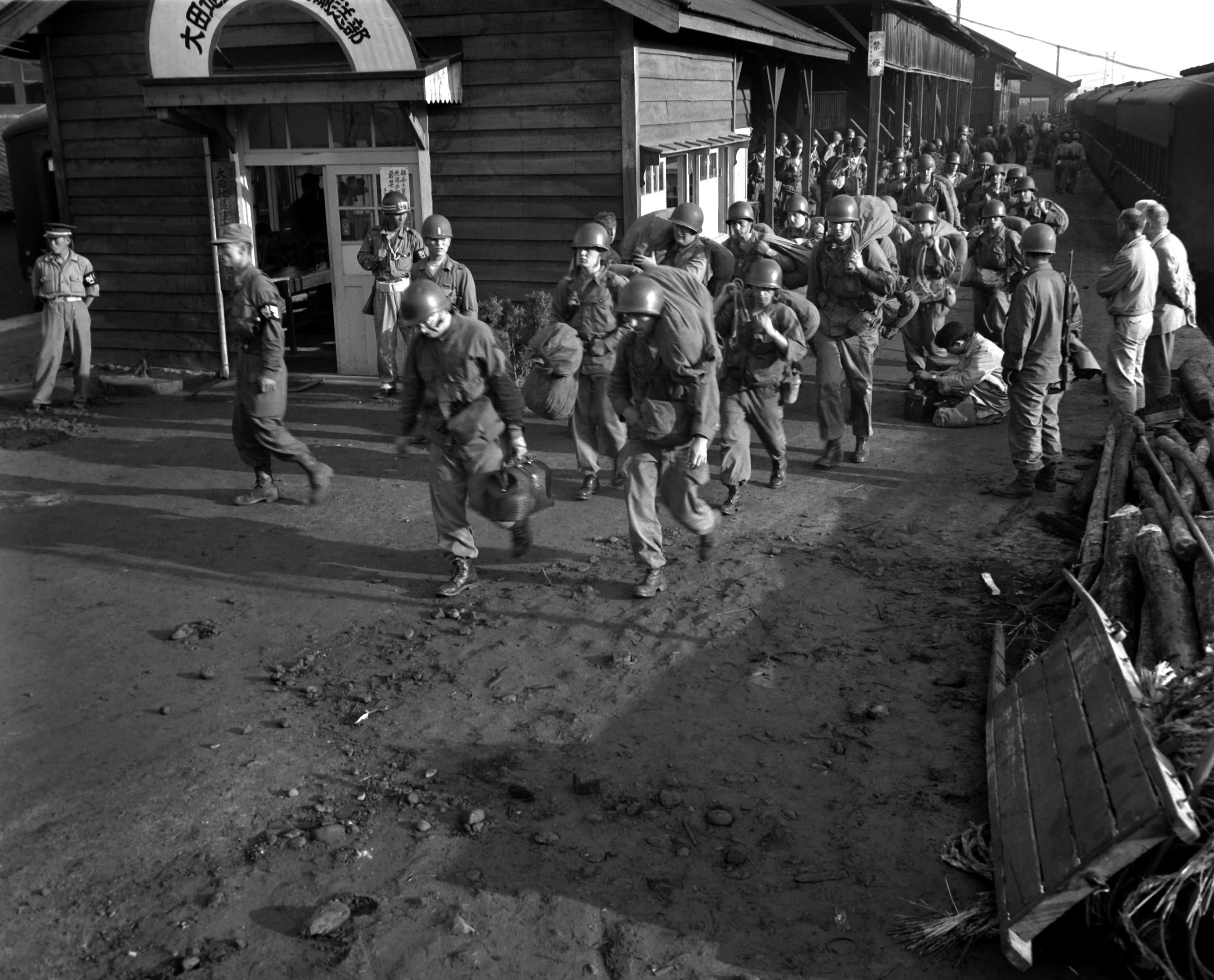
史密斯特遣隊抵達韓國大田鐵路車站

美24師的第一支部隊於6月30日離開日本九州的板付空軍基地（今福岡機場）。史密斯特遣隊以其隊長的姓氏命名，隊員中的406人來自21團1營，134人則來自米勒·佩里中校（Miller O. Perry）麾下的第52野戰砲兵營A連。兩個單位均裝備不齊、兵力不足：21團1營僅有兩個連（B連和C連）的步兵，與美國陸軍正規營級部隊的3個連截然不同。該營抽調了營部連所需兵員數量的一半，通信排與重兵器排也各出了半個排的兵力，而此兵器排的裝備包括6支陳舊的M9A1火箭筒、2門75毫米無後座力砲、2門4.2英吋迫擊砲和4門60毫米迫擊砲，這些裝備大部分都取自戰力不足的21團。整個特遣隊的砲兵支援均由A連構成，其所用的武器則為105毫米榴彈砲，配有1,200發高爆彈，但仍不足以穿透戰車裝甲。該砲隊分配到的反戰車高爆彈僅有6枚，並且全部配給主砲陣地前端的6號榴彈砲。
- 第21團（英语：21st Infantry Regiment (United States)）第1營，營長查爾斯·史密斯中校（Charles B. Smith）
  - 營部排
  - B連，連長查爾斯·湯瑪斯中尉（Charles Thomas）[17]
  - C連，連長理查·達什默上尉（Richard W. Dashmer）[17]
  - 重兵器排
- 第52野戰砲兵營，營長米勒·佩里中校（Miller O. Perry）[18]
  - A連，連長杜恩·史考特中尉（Dwain L. Scott）[17]

史密斯特遣隊大部分的兵員都是沒有戰鬥經驗的青年，僅受過8週的基礎訓練。軍官當中只有3分之1的人參加過二戰，有參戰經歷的士兵更低達6分之1。縱然如此，這些人員當中仍有許多人是志願加入特遣隊。各個單兵只配有120發彈藥和2天份的C口糧。
截至7月1日，史密斯特遣隊已經全員抵韓，並在大田簡易設立了隊部。不久之後，特遣隊便透過鐵路和卡車北上，迎戰朝鮮人民軍。在數支入韓執行初期「震懾」朝軍任務的小型美軍部隊當中，史密斯特遣隊即為最早的一支，旨在遲滯規模大得多的人民軍部隊推進速度，換取更多美軍部隊援韓的時間。史密斯部隊的使命是竭其所能地北進，與人民軍交戰並遏阻其攻勢，好讓美軍第24步兵師能及時到韓國增援。迪安師長親自囑咐史密斯去水原南下的公路沿線截停朝軍，且要盡可能「遠離釜山」。
3天之後的7月4日，史密斯部隊將據點選在兩座能夠眺望公路的山丘上，位在烏山以北、水原以南6英里（9.7）處及漢城以南25英里（40）處。兩座山脊與路面的高度落差可達300英尺（91），提供的視野可以一覽無遺地眺望到水原。該營也在山脊上劃設1英里（1.6）長的陣線。7月5日凌晨3時，部隊抵達竹美嶺，分別將B連和C連部署在公路左右兩側，榴彈砲陣地則位於山嶺後的水清里（수청리），當中5門榴彈砲置於步兵後方1英里（1.6）處，而配有6發反戰車高爆彈的6號榴彈砲設在步兵與另5門榴彈砲之間的中途位置。史密斯特遣隊於當地等待進軍中的朝鮮人民軍到來，其陸上支援兵力為金熙濬中校（김희준）指揮的韓國國軍第17團，駐紮烏山以南0.93英里（1.50）的葛串里（갈곶리），但空中支援卻因雨勢過大而無法實施，史密斯隊長和佩里營長只得冀望砲隊的火力能夠奏效。

## 戰役始末

### 裝甲縱隊
- 第4師，師長李權武少將[2]
  - 第16步兵團，團長朴勝熙大校（박승희）[2]
  - 第18步兵團，團長金熙俊大校（김희준）[2]
- 第105裝甲師，師長柳京洙少將[2]
  - 第107戰車團

7月5日早晨7時30分左右，史密斯特遣隊觀測到朝鮮人民軍第105裝甲師第107戰車團隸下一支由8輛T-34/85戰車組成的縱隊向他們接近，此批從漢城南下的人民軍部隊正在追擊後撤中的韓國國軍。8時16分，美軍砲兵對進擊中的人民軍戰車開了第一砲。距其步兵部隊尚有2（1.2英里）之遙的戰車，雖然遭105毫米榴彈砲擊中，但不受影響。當其繼續前進至美軍陣地700（2,300英尺）以內時，75毫米無後座力砲又接著開火，成功命中領隊的戰車，卻沒造成它們損傷。儘管人民軍戰車開火回擊，不過卻因為無法鎖定美軍陣地和砲火佈設位置，因此沒有產生作用。

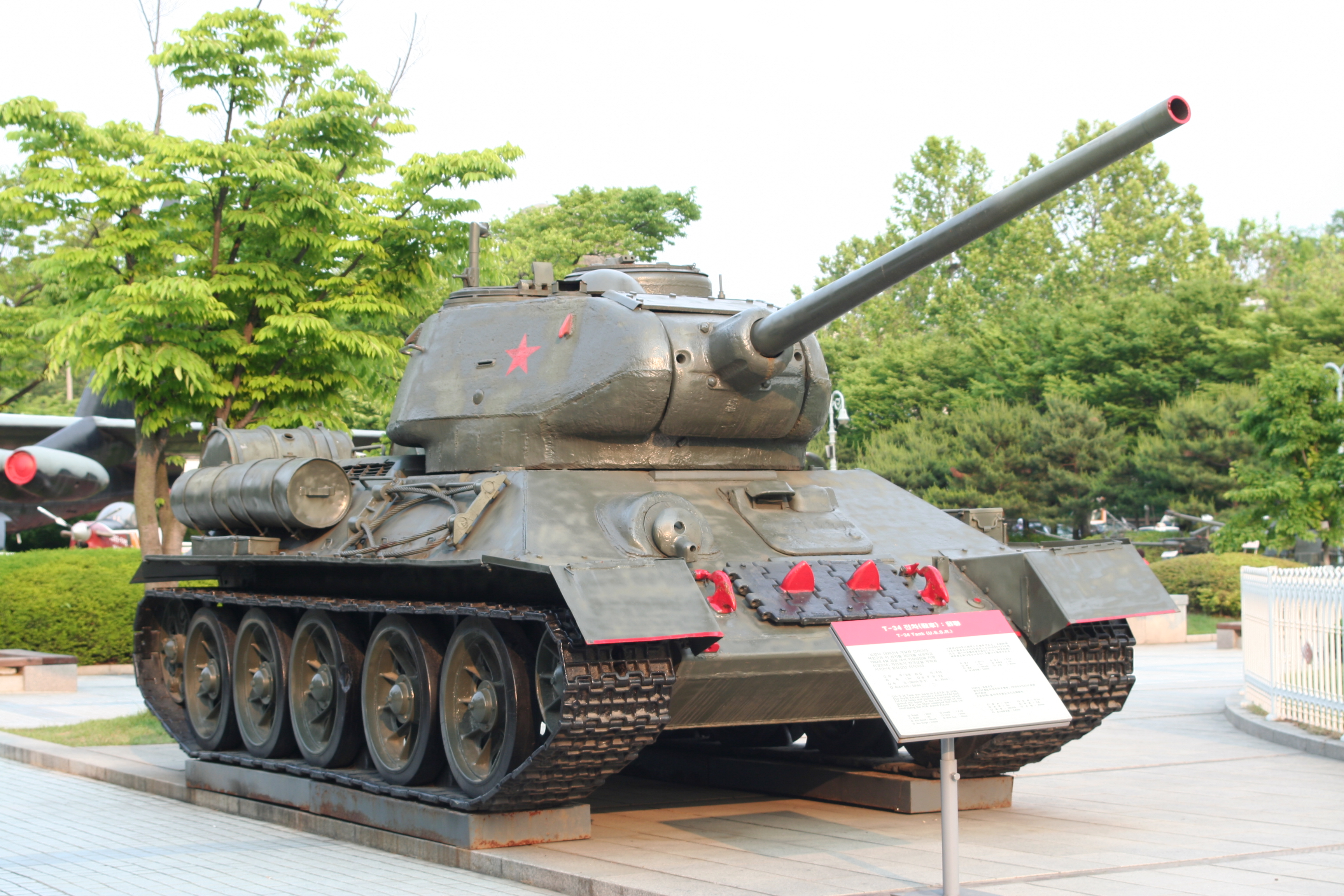
於烏山戰役中出現的T-34戰車是1950年代朝鮮人民軍的制式戰車。

戰車一到達步兵陣線，奧利·康納少尉（Ollie Connor）就在射程15碼（14）之處用其M9A1火箭筒射出約22發的2.36英吋火箭彈，當中有些火箭彈引爆失敗，其餘引爆者中則有幾發命中了數輛T-34戰車的後部鋼板，即全車裝甲最薄之處。然而這些彈頭卻貫穿不了裝甲，因此人民軍戰車繼續前進，無視路障沿路而下。戰車操作員認為這些路障是韓國國軍所設，因未對其構成重大威脅，而決定將之忽略。當人民軍裝甲縱隊開抵道路頂端的時候，砲組組長赫爾曼·克里奇菲爾德下士（Herman V. Critchfield）領導的前線榴彈砲和5位砲手發射了反戰車高爆彈，炸毀前兩輛戰車，並讓其中一輛著火。燃燒的戰車上有一名乘員手持PPSh-41衝鋒槍出現，在戰死前射殺了美軍機槍組的一位組員，成為美軍在韓戰陸上戰鬥中的第一起傷亡，該員身分在後來誤判為肯尼斯·沙德里克。美軍官兵耗盡了反戰車彈的榴彈砲後，開始發射高爆彈，然後被第3輛T-34擊毀，該輛戰車接著又不顧美軍榴彈砲和巴祖卡的火力而向前開行。美軍眼見另一部T-34戰車的履帶因105毫米砲彈砲擊而受損，遂設法將之破壞，但T-34戰車的履帶也輾斷了美方步兵、砲兵兩部隊間的通訊電纜，致使混亂狀態加劇。佩里營長在試著讓故障戰車的乘員投降時，腿部遭朝鮮人民軍小型兵器開火擊中而受傷，而他麾下的砲兵部隊也繼續射擊人民軍戰車，不過沒有起效。
不到1小時後，由25輛T-34戰車組成的第2批縱隊抵達當地，以單輛或三兩成群的方式前進，未明顯形成正式隊形。榴彈砲射中了此縱隊中1輛戰車的履帶，使之故障，並毀損另外3輛。人民軍戰車已摧毀了前線的第6號榴彈砲，並傷及一名砲組組員，美軍步兵的死傷人數估計有20人。除步兵陣線後方的所有停放車輛遭其擊毀之外，砲兵主陣地剩餘5座105毫米砲的其中1座也受到近距開火而輕微損傷。砲隊中開始有數名隊員擅離陣地，不過大多數人在佩里營長勸說之下重回崗位。儘管史密斯隊長事後表示他相信彈藥已經隨著時間劣化，但2.36英吋巴祖卡火箭筒的成效不彰，在二戰對抗納粹德國裝甲之時已屢次顯露出來。第24步兵師由於承平時期的國防經費刪減，未曾收到能夠擊敗蘇製戰車、並備有M28A2反戰車高爆彈的美製3.5英吋巴祖卡火箭筒。最後一批戰車通過史密斯特遣隊的陣線之後，在1個小時之內均未有朝鮮人民軍部隊出現。

### 步兵縱隊

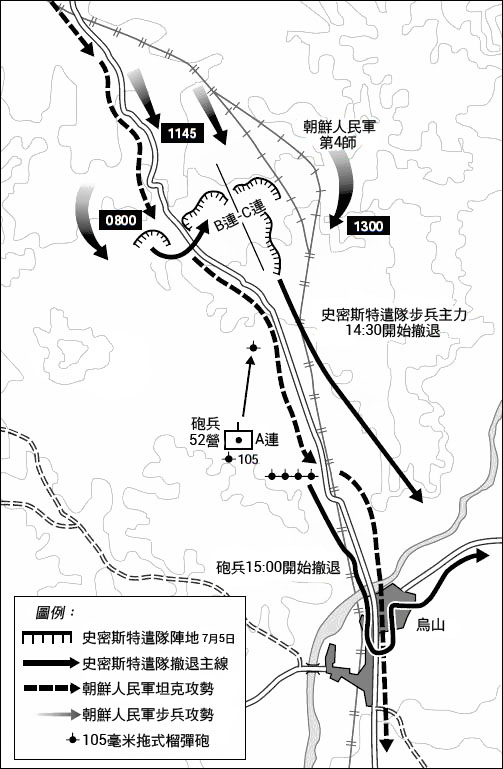
烏山戰役地圖

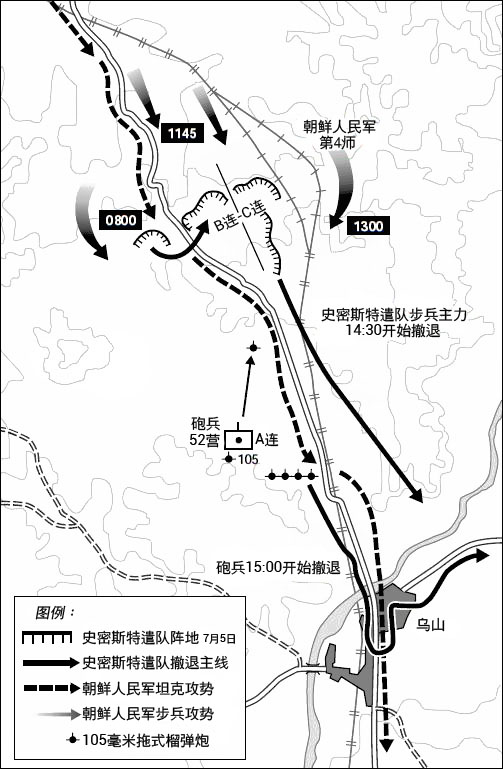
乌山战役地图

上午11時整，又出現了3輛北方開來的坦克，後方則跟著6英里（9.7）長的卡車縱隊，載滿了2個步兵團——朝鮮人民軍第4師第16團和第18團，共達5千人，在師長李權武少將指揮之下從漢城進發。該批縱隊顯然與先前的坦克沒有聯繫，朝軍步兵對於當地有美軍一事也不知情。
11時45分，朝軍縱隊已行進至美方位置1,000碼（910）之內，此時史密斯隊長下令特遣隊發射隊上所有的武器，迫擊砲、機關槍、砲兵和步槍射擊下毀了數輛軍車，打散了縱隊。領頭的3輛坦克駛至史密斯特遣隊300（980英尺）內開火，後頭約1千名步兵也在道路東邊的稻田裡整隊，意圖包抄美軍，惟遭到擊退。史密斯試著下令砲擊朝鮮人民軍，但傳令兵無法回到野砲陣地，他只得假設其已遭到坦克擊毀。另一批夾擊部隊於45分內集結於道路西側，迫使史密斯將一個排撤到路東邊。美軍步兵此後不久就開始受到朝軍迫砲和砲兵火力攻擊。

### 美軍撤退

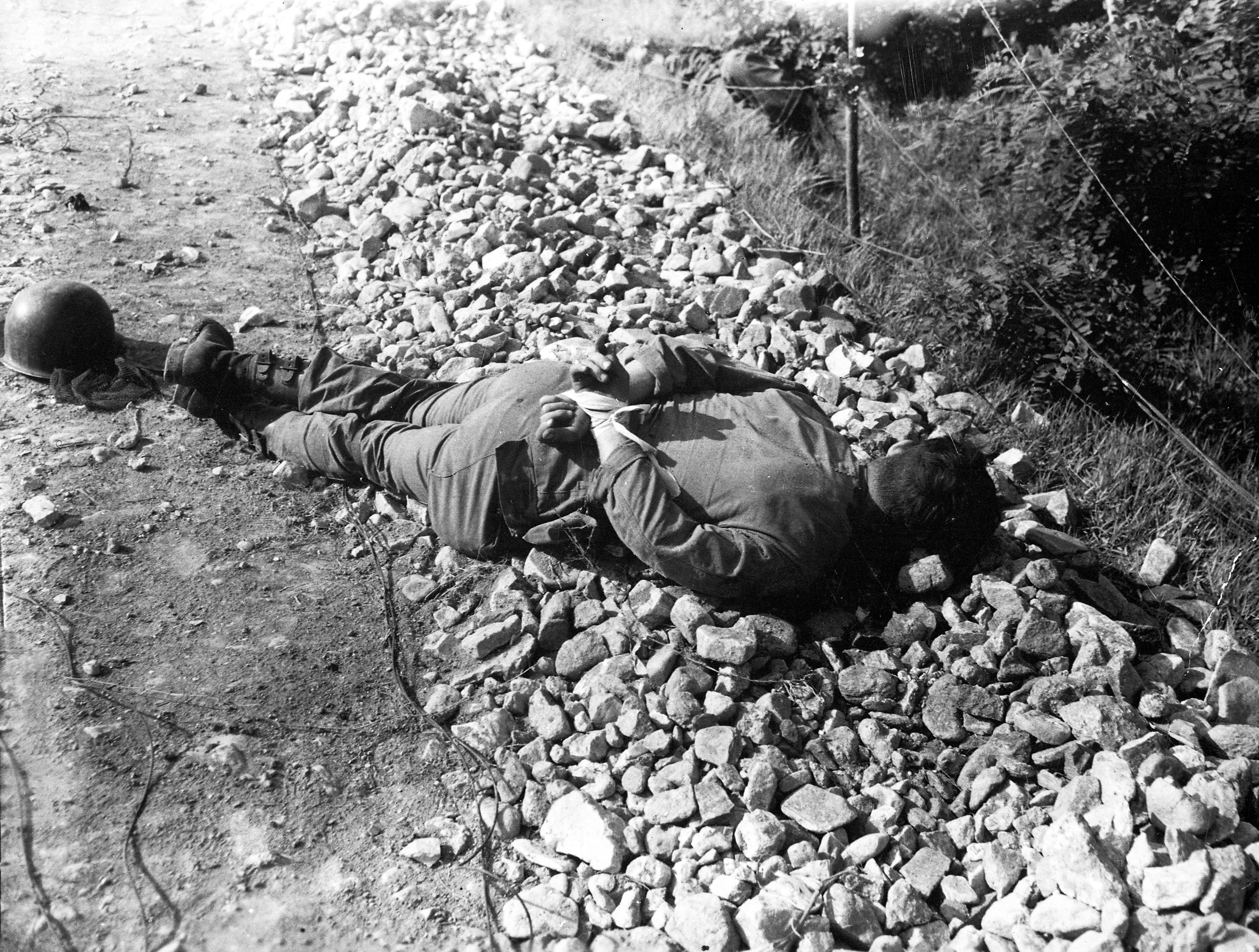
朝鮮人民軍處決的美24師21團俘虜

史密斯特遣隊試圖固守陣線3小時，但苦於彈藥稀少和通訊中斷，史密斯在14時30分命令美軍撤退。此時點上的朝鮮人民軍正移至美軍的兩邊側翼，朝向部隊的後方。史密斯下令有序撤退，一次撤一支部隊，讓剩餘的部隊在其後撤時掩護。美軍軍醫跟在C連後面撤退，之後則是隊部和B連。然而B連第2排卻未接獲撤退令，當其發現全排成為孤軍之時，已來不及實施有序撤退，傷員後送的速度也不夠快。2排將大部分的裝備都留在陣地上，之後由朝鮮人民軍繳獲，大部分的倖存者都免於淪為戰俘，但幾位擔架上的傷兵和隨行軍醫均拋棄在後方，之後才發現這些傷員全部於擔架內中彈而亡，軍醫則從此不知去向。一位朝鮮人民軍軍官事後告訴美國歷史學者約翰·杜蘭(John Toland (historian))說，此戰中的美軍看起來「恐懼到無法打仗了」。
撤退行動很快就化為混亂無序的潰敗。史密斯特遣隊的死傷在此次後撤中達到最高，因隊上士兵大多數暴露在敵軍火力下。存活的特遣隊隊員們抵達A連陣地，而砲手們將剩下5座榴彈砲的照準器和炮閂拆除，使之無法再使用，並以良好秩序隨著史密斯特遣隊的其他單位徒步前往烏山北郊，特遣隊大部分的運輸用車都原封不動的停放在那，未受朝鮮人民軍波及。這些車輛開往平澤和忠清南道的天安，沿路將脫隊的士兵接上車，最後與建立了第二道防線的24師部隊會合。
史密斯特遣隊有250人在日落之前返回美軍陣線，而陣亡、負傷或失蹤者則約150人。在接下來的數天內，多數散兵均找到了前往美軍防線的路。初步估計，史密斯特遣隊陣亡20人、負傷或失蹤者130人，並有36人成為俘虜，朝鮮人民軍則於7月11日安排其在烏山所俘的美軍砲兵軍官——安布羅斯·紐根特上尉（Ambrose H. Nugent）透過漢城廣播電台對美廣播、宣稱烏山一戰中有72名美軍戰俘。韓戰結束後，史密斯特遣隊的傷亡數據上修為60死、21傷、82人被俘，當中32人死於在囚期間。第一位上報的陣亡者為肯尼斯·沙德里克。這些死傷數據佔了史密斯特遣隊隊員的40%。美軍突破釜山環形防禦圈揮兵北上期間，發現了一系列埋有24步兵師士兵遺體的淺坑，全部都後腦中彈、雙手以通訊電線反綁在身後。朝鮮人民軍的死傷數據大約是42死、85傷，4輛坦克毀損或無法開動，而其進軍速度大約拖延了7小時。

## 後續

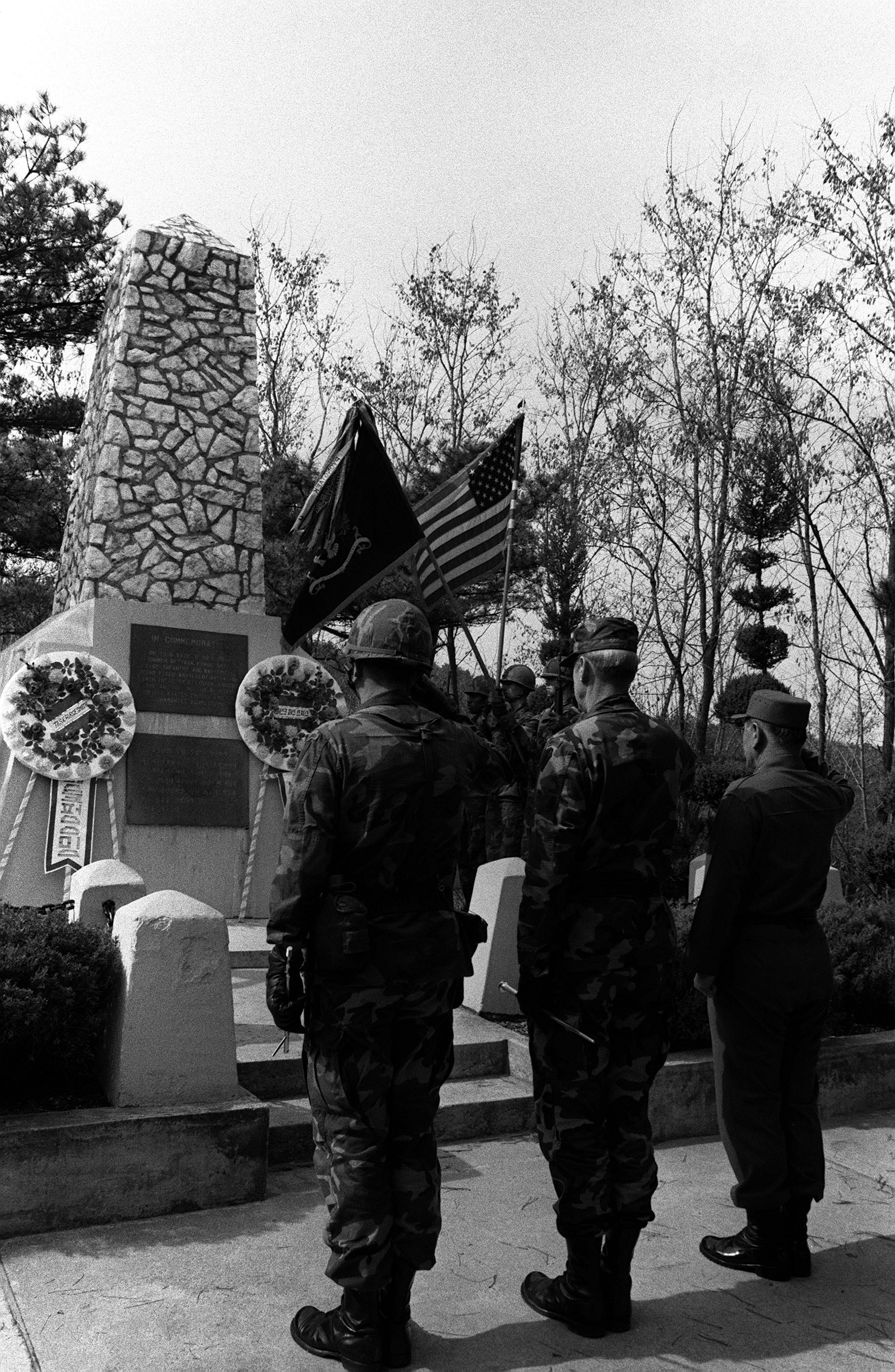
1955年在烏山立碑的「舊聯合國軍初戰紀念碑」，碑前為出席烏山戰役紀念式的美軍21團1營營長提爾登·利德中校（Tilden Ried）、25師師長亞歷山德·韋安德少將（Alexander M. Weyand）及韓美聯合司令部副司令朴魯榮上將，攝於1982年

烏山戰役是美國在韓戰期間第一次地面行動，也是美朝兩軍陸上部隊首次交戰。據時任朝鮮人民軍第2軍作戰參謀、後來成為俘虜的李學九所述，當下的朝鮮當局並沒料到美國會介入戰爭，因此第4師時任師長李權武也可能不知道他在烏山的敵手是美軍。儘管如此，美軍與訓練較為精良的朝鮮人民軍相比，對戰事仍然顯得孱弱而欠缺準備；落伍的裝備不足以抗衡朝軍裝甲車，而受訓不全、缺乏經驗的部隊也無法與之匹敵，兵力上的懸殊確實對此戰和後續戰役產生深切影響。軍紀鬆懈的美軍貿然棄守陣地，將裝備和傷兵遺留下來等待朝軍捕獲。史密斯隊長亦表示，他自認滯留陣地過久，讓朝軍有機會包抄部隊、造成其撤離時傷亡慘重。這樣的弱點在下個月的朝鮮人民軍進一步推進之時，復於其他美軍單位重演。
史密斯特遣隊雖然遭到慘敗，但卻完成將朝鮮人民軍進軍速度延遲數個小時的任務。烏山戰役進行時，同屬美軍24師、由傑伊·羅弗勒斯上校（Jay B. Lovless）領導的第34團在當天上午得以部署到烏山以南15英里（24）的平澤，但於翌日的平澤戰役中以類似方式落敗；作為後援的韓國國軍17團，則在烏山、平澤間的葛串里陣地遭到通過史密斯部隊的朝軍第4師和第105裝甲師進攻，後經安城和平澤撤往天安重新集結。24師在下個月內投入了數次拖遲朝軍的交戰，也招致相似的結果，1週之內就被擊退到大田，在大田戰役再度吃了敗仗。一再壓倒美軍部隊的朝鮮人民軍，因而能將美第八軍團一路逼退至釜山，在那開打的釜山戰役導致了朝軍的最終敗果。3個月後的9月19日，烏山成為了兩股部隊會師的地點——分別是由南方進發、隸屬美國第八軍團麾下的美軍及聯合國軍部隊，以及自仁川登陸奇襲朝鮮人民軍不久後即從北方南下的美軍第10軍，當時兩者正在發動攻勢將朝軍推回北方，最後使其在南方全面戰敗。

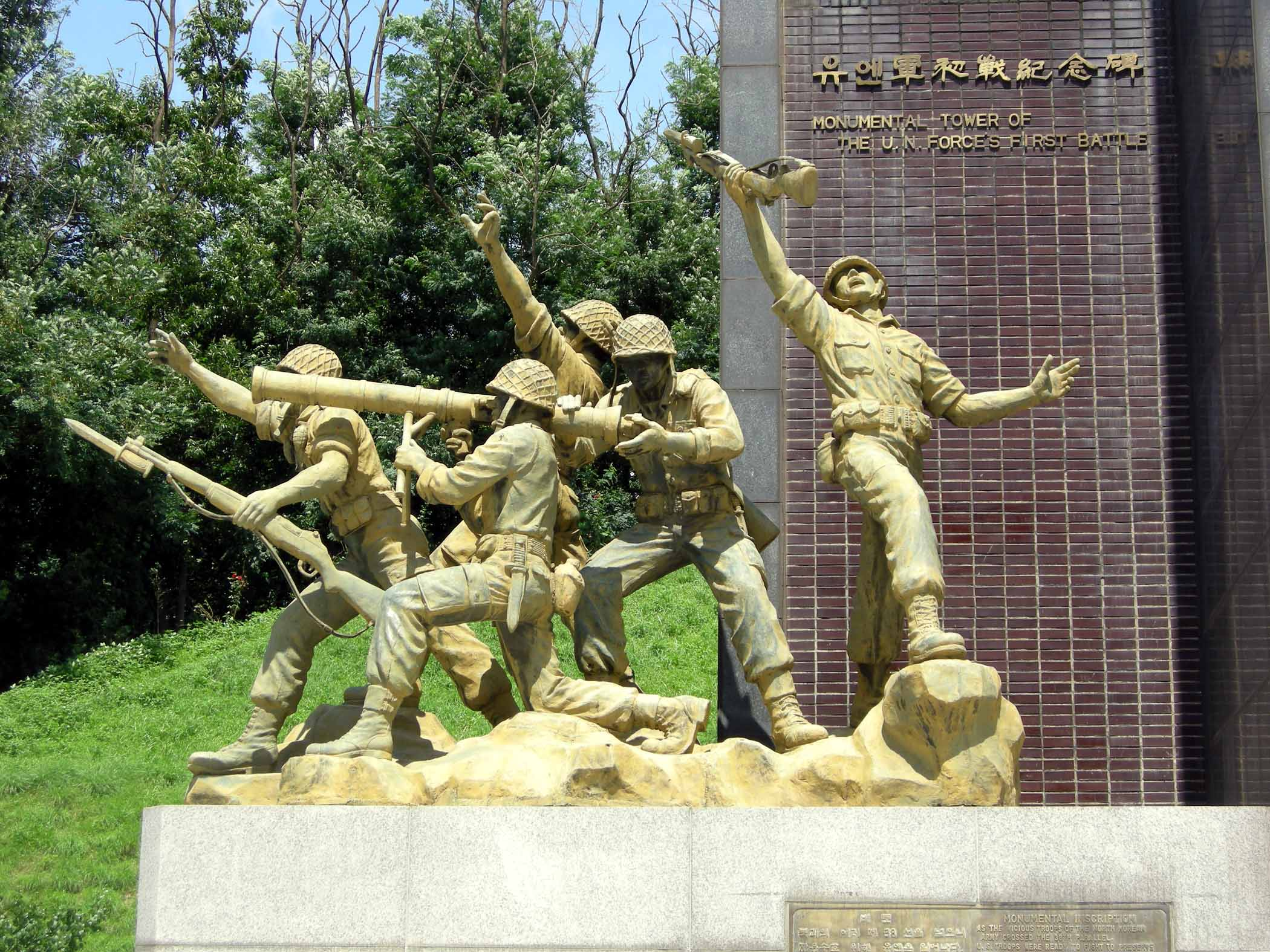
1982年落成的烏山市「新聯合國軍初戰紀念碑」和史密斯特遣隊隊員雕像，攝於2008年。2013年開館的「聯合國軍初戰紀念館」亦設址在該像旁邊

韓戰數年之後，美國陸軍將史密斯特遣隊在日本的練兵場變為紀念地，而烏山戰場上也為該部隊建碑。1995年7月5日，美第24師、第八軍團和韓國陸軍同志會、在鄉軍人會於烏山樹立「聯合國軍初戰紀念碑」，專門追念史密斯部隊和美軍。1982年4月6日時的韓國交通部（今國土交通部）和京畿道廳又另立了一座新碑，並將紀念對象擴大為整個聯合國軍。戰後仍將指揮部設於韓國的美第八軍團，也在此舉辦年度紀念式。
2010年7月16日、烏山戰役開打60週年時，第八軍團高層與烏山市廳的官員一同舉辦了另一場典禮，提及史密斯特遣隊之餘，還將這場交戰形容為「存續至今的思想戰爭當中所開的第一槍」。2013年4月23日，烏山市的「聯合國軍初戰紀念館」正式開館，館址位在1982年建成的新初戰碑旁，並設有聯合國軍18個參戰國的升旗場。該館於同年5月13日經韓國國家報勳處指定為顯忠設施。